# Magnus von Horn (Regisseur)

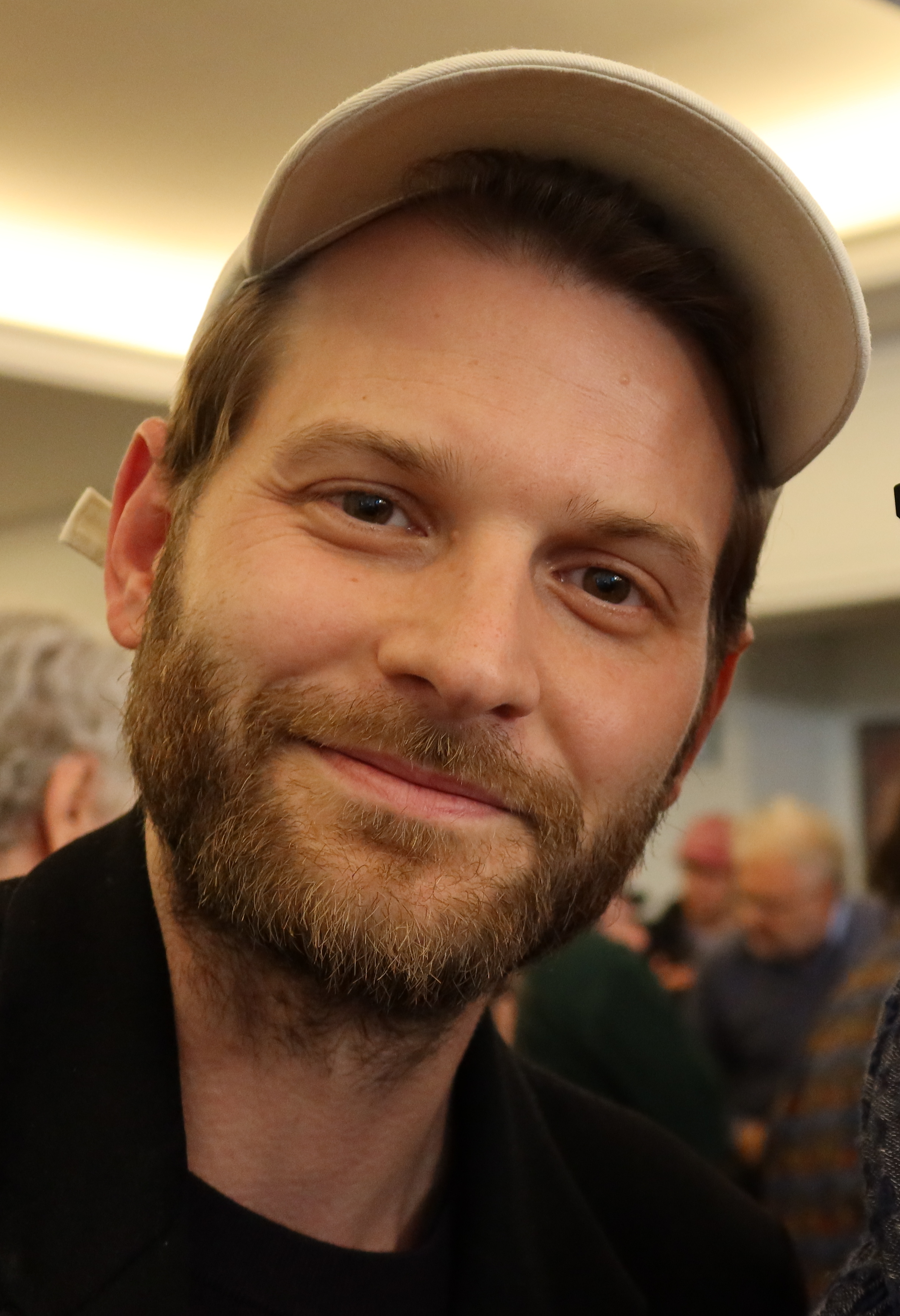
Magnus von Horn (2025)

Magnus von Horn (* 21. Dezember 1983 in Göteborg, Schweden) ist ein schwedischer Filmregisseur und Drehbuchautor.

## Leben
Magnus von Horn absolvierte 2013 erfolgreich sein Studium an der Staatlichen Hochschule für Film, Fernsehen und Theater Łódź. Einige Monate nach Beginn seines Studiums in Polen wurde von Horn gewalttätig überfallen. Dieser traumatischen Erfahrung entsprechend befasst er sich seitdem thematisch hauptsächlich mit dem Sujet Verbrechen. Seit seinem Kurzfilmdebüt 2006 mit Radek wurden alle seine Filme mit mehreren Filmpreisen ausgezeichnet. Sein Spielfilmdebüt Efterskalv aus dem Jahr 2015 handelte von einem Mann, der nach abgesessener Gefängnisstrafe in seine Heimatgemeinde zurückkehrt und um Vergebung für seine Tat kämpft. Der Kritikererfolg wurde mit mehreren Nominierungen für den schwedischen Filmpreis Guldbagge bedacht, wobei er unter anderem als bester Film ausgezeichnet wurde und von Horn eine Auszeichnung als bester Regisseur erhielt.
Im Jahr 2024 wurde sein Spielfilm Pigen med nålen in den Hauptwettbewerb des 77. Filmfestivals von Cannes eingeladen. Im Sommer 2025 wurde er Mitglied der Academy of Motion Picture Arts and Sciences.
Von Horn ist verheiratet und lebt mit seiner Frau sowie den gemeinsamen Kindern in Warschau.

## Filmografie (Auswahl)
- 2006: Radek (Kurzdokumentation)
- 2007: Mleczaki (Kurzfilm)
- 2008: Echo (Kurzfilm)
- 2011: Utan snö (Kurzfilm)
- 2015: Efterskalv
- 2020: Sweat
- 2024: Pigen med nålen